# Richard Westernacher (Politiker, 1919)
Richard Westernacher (* 30. Dezember 1919 in Lindheim; † 8. Oktober 2005 in Altenstadt-Lindheim) war ein hessischer Politiker (CDU) und ehemaliger Abgeordneter des Hessischen Landtags.

## Ausbildung und Beruf
Richard Westernacher leistete nach dem Besuch der Volksschule in Lindheim und dem Abitur im Jahre 1938 Wehrdienst und Kriegsdienst und geriet in Kriegsgefangenschaft. Nach dem Krieg arbeitete er als selbständiger Landwirt, legte 1953 die Meisterprüfung ab.

## Politik
Westernacher war SA-Mitglied.
Richard Westernacher war Mitglied des Landesvorstandes und des Präsidiums der CDU Hessen und des Bundesagrarausschusses der CDU. Kommunalpolitisch war er als Mitglied des Kreistags Büdingen aktiv.
Vom 1. Dezember 1958 bis zum 30. November 1970 war er Mitglied des Hessischen Landtags. 1964 war er Mitglied der 4., 1984 der 8. Bundesversammlung.

## Sonstige Ämter
Richard Westernacher war Ortslandwirt, zweiter Vorsitzender des Kreisbauernverbandes, seit 1959 Vizepräsident und von 1970 bis 1987 Präsident des Hessischen Bauernverbandes. Er war Verbandsratsmitglied des Ländlichen Genossenschaftsverbandes Frankfurt am Main und ab 1969 Präsident des Raiffeisenverbandes Frankfurt. Weiterhin war er Vorstandsmitglied der AOK Büdingen. Kirchlich war er als Synodaler der Dekanatssynode Büdingen und Mitglied der Landessynode tätig.

## Ehrungen
- 1980: Großes Verdienstkreuz der Bundesrepublik Deutschland[2]